# Crasna
Crasna, întâlnit și sub forma Crasna-Ilschi (în ucraineană Красноїльськ, transliterat: Krasnoiilsk și în germană Krasna Ilski și Krasna Putna) este un oraș în raionul Storojineț din regiunea Cernăuți (Ucraina). Face parte din nordul regiunii istorice Bucovina.
Orașul este situat la o altitudine de 409 metri, într-o zonă împădurită, în partea de sud a actualului raion Storojineț, la o distanță de 8 km de granița Ucrainei cu România.
Crasna are o populație de 9,122 locuitori , dintre care majoritatea sunt români . Orașul s-a format în 1968 prin unirea vechilor localități interbelice Crasna Ilschi (între 1942-1944, Crasna de Sus) și Crasna Putnei (între 1942-1944, Crasna de Jos).

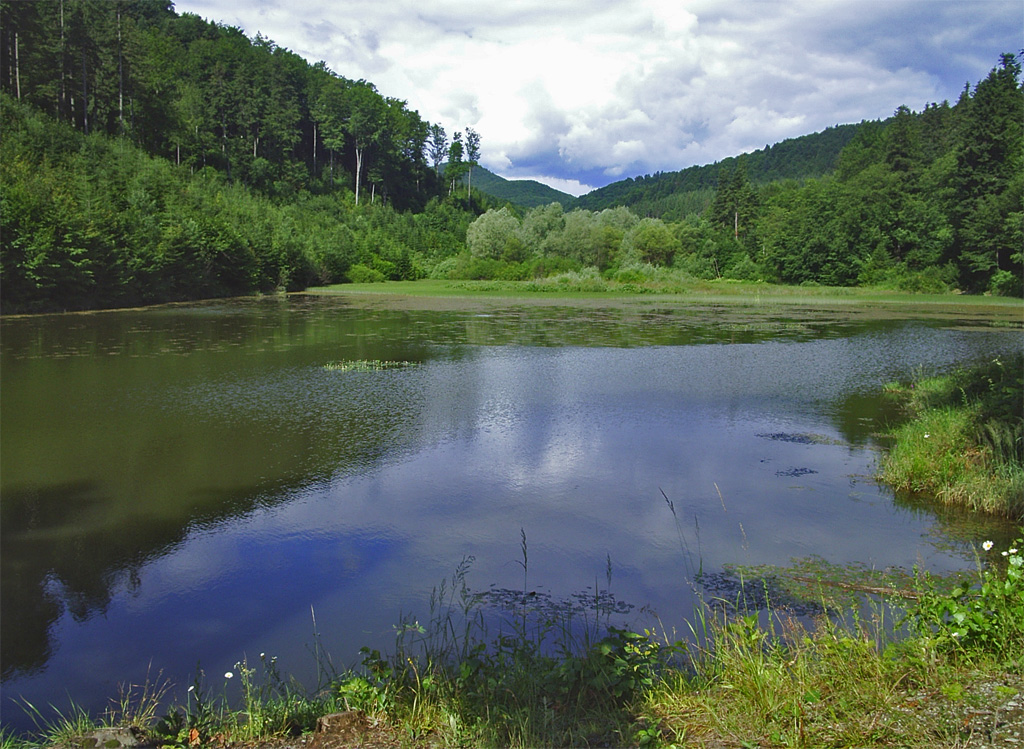
Peisaj natural în apropiere de Crasna-Ilschi.

## Istoric
Cercetările arheologice au scos la iveală date importante privitoare la continuitatea așezărilor omenești în zona orașului.

### Principatul Moldovei
Prima mențiune documentară a satului Crasna are loc într-un document al domnitorului Alexandru cel Bun din 15 iunie 1431, prin care întărea vornicului Cupcici toate satele lui, printre care și jumătate din satul Crasna, cumpărat de la spătarul Șandru, fiul lui Baliță Mândricică, fratele lui Mihail. Pergamentul se află în prezent la Arhivele Naționale din București.
Așadar primul proprietar al Crasnei a fost spătarul Șandru, care stăpânea satul cu mult înainte de prima mențiune documentară de la 1431. H. H. Stahl sublinia faptul că din cele 755 de sate menționate în documente până la anul 1449, un număr de 607 sate printre care și Crasna - adică 80,3% - au hotare străvechi, de dinainte de întemeierea Principatului Moldovei.
Domnitorul Ștefan cel Mare a trecut și poposit în Crasna Putnei, conform documentului din 15 ianuarie 1488 prin care confirmă lui Stan și fratelui său Dan satul Volhoviceștii «Wolhowyczesciiey» la Crasna, cumpărat de la Ion, fiul lui Petru Roșca, cu 200 de zloți tătărești. Tradiția amintește la începutul secolului al XVI-lea ca proprietar al Crasnei pe starostele Grigoraș, așa-zisul logofăt. Acestuia i-ar fi urmat Iordache Cantacuzino, mare vistiernic, și apoi Gheorghe Ursache care a lăsat-o moștenire fiului său Dumitraș Ursache, sulger mare.
La 30 iunie 1522, Ștefăniță Voievod (1517-1527) dăruiește Episcopiei de Rădăuți un loc de prisacă, la obârșia Crasnei, anume Hruzca, unde a fost de demult prisaca domnească. Ulterior, la 11 ianuarie 1613, domnul Moldovei, Ștefan al II-lea Tomșa (1611-1615), întărește Mănăstirii Putna satul Crasna din Ținutul Suceava, dăruit de Filoftei, fost episcop de Huși. Apoi, la 4 martie 1652, Ieremie, Ileana comisoaia și Alexandra visterniceasa împart între ele moșiile rămase de la părintele lor, logofătul Gavrilaș Mateiaș.
La 1 mai 1696 fostul sulger Dumitrașco Ursachie vinde căpitanului Alexandru Ilschi jumătate de sat din Crasna, Ținutul Sucevei. La 15 iulie 1701, Constantin Duca voievod (1700-1703) întărește Episcopiei Rădăuți – unde era Nicolae Vasilievici episcop – stăpânirea peste daniile domnilor de mai înainte și ale ctitorilor, printre care se pomenește de un alt uric de la Ștefan Voievod pentru un loc de prisacă ce se cheamă în fundul Crasnii, numit Hrușca.
La 10 august 1724, în Iași, Mihai Racoviță Voievod comunică lui Calistru, episcopul de Rădăuți, că jumătate de Crasna, Ținutul Suceava, a trecut la Miron Gafenco, moștenire de la socrul său, căpitanul Alexandru Ilschi. Cronica Episcopiei de Rădăuți ne arată că Episcopul Calistru a mărturisit în 9 martie 1727, tras la divan de Maria, văduva lui Dumitrașco Ursachi, biv vel sulger mare, că jumătate din satul Crasna este proprietatea lui Miron Gafenco. Judecata pentru această parte din Crasna s-a sfârșit abia în 15 ianuarie 1730. La 15 ianuarie 1730, în Iași, Grigore Ghica întărește lui Miron Gafenco uricar, ginerele lui Alexandru căpitanul, jumătate din Crasna. Cealaltă jumătate de sat este a Mănăstirii Putna, care a primit-o de la răposatul Calistru, fost episcop de Rădăuți. Cronica Episcopiei de Rădăuți ne arată că Antonie a devenit deja în toamna anului 1729 mitropolit al țării. El întări în 12 martie 1731 zapisul lui Miron Gafenco uricariul, către Nicolai Talpă privitor la jumătate din Crasna, la care renunțase el mai înainte împreună cu Misail, egumenul Mănăstirii Putna.
La 12 ianuarie 1736, Grigore al II-lea Ghica, domnul Moldovei, stabilește lui Macarie egumenul și soborului Mănăstirii Putna dreptul de a stăpâni satele Ostrița, Cozminul, Ropcea și Crasna, împresurate de Ion vornicul, Bainschie Dumitrașco, Sorocianul și Gafenco și de a încasa dijma după obicei. La 12 octombrie 1742, Constantin Mavrocordat, domnul Moldovei, poruncește ispravnicilor de la ținuturi să împlinească de la vecinii pe care-i va arăta Miron Gafencu împrăștiați din satele sale Crasna, Ilișău și Bănila, câte doi lei. La 5 iunie 1751, Constantin M. Racoviță Voevod întărește lui Nicolae Ilschi partea sa de Crasna, Ținutul Sucevei.
La 5 noiembrie 1761, avem documentul de hotărnicie a satului Crasna: „Din porunca luminatului prea înălțat Domnul nostru Măria sa, Grigore Ioan Voevod, am fost rânduiți hotarnici la satele sfintei Mănăstiri Putna ce au avut la ținutul Socevii, pentru care au jăluit Măriei Sali lui Vodă sfinția sa Pahomii egumenul cu tot soborul mănăstirii Putna că s-au împresurat moșiile mănăstirii de cătră unii și alții din megieșii ce să hotărăscu cu moșiile mănăstirii, și având mănăstirea o moșiea giumătate de sat de Crasna pe apa Sirițălului, dată daniea de la răpousatul Filothei, episcopul Hușilor, ce-au fost de postrih de mănăstirea Putna, după cum anume arată în doă ispisoace domnești de la răpousații luminații Domni, care ispisoace întărescu stăpânirea mănăstirii pe această giumătate de sat care o stăpânește Alexandru Ilschi carele fiind așezat și cu șidere acolo și călcând hotarul satului peste tot cuprinzând și slujba a tuturor oamenilor ce lăcuescu acolo să lipsea mănăstirea Putna de tot venitul și folosul acii moșii, și noi după poroncă ce-am avut a hotără moșiile mănăstirii am făcut cercetare și pentru hotarul acii moșii fiind și Alexandru Ilschi de față și această moșie fiind între munți mergând hotarul ei la apus și la răsărit și având opcine de munți mari despre înbe părțile înpregiur nu s-au mai însămnat cu alte sămni, fiind hotărâtă cu opcinile munților și numai pe vale prin mijlocul moșii are puțintel câmpu și poeni și măsurându-să lungul moșiei prin mijlocul moșiei și a câmpului s-au aflat o sută douăzeci de funii și funie de douăzeci stânjeni și stânjănul de opt palme domnești, s-au însămnat cu optu pietri hotară care s-au pus în lungul câmpului despărțind mijlocul rămăind giumătate de câmpu în parte de sus și giumătate în parte de gios, și într-această măsură prin mijlocul câmpului rămâne și siliște tăetă în două și s-au dat giumătate de sat parte de gios în parte mănăstirii despre munții Vicovilor, și cu poiana slatinii ce iaste în munți despre Vicove, și pe această parte a mănăstirii ce iaste pe din gios cuprinde și apa Sirițălului, iară parte ce din sus a Crasnei au rămas în parte lui Alexandru Ilschi, cu poiana din pogorul Crasnei ce să numește despre pârâul Corbului cuprinzând giumătate de siliște și pe parte din sus a lui Ilschi, și măsura siliștii încă să se știe că au cuprinsu 16 odgoane. Iarăși cu aceeași funii ce s-au măsurat și celalalt câmpu, și această măsură a siliștii s-au tăet în două și în capul hotarului despre răsărit osăbit de piatra ce iaste pusă în capul hotarului, în pogor, s-au făcut și bour într-un arin și taea peste topliță și piste apa Sirițălului pe la un bour ce s-au mai făcut într-un brad, de acolo apucă opcina spre Vicove care să înpreună cu alte opcine ce încungiură hotarul despre Vicove. Iară piatra ce s-au pus în fundul câmpului despre apus, ce caută în prislop spre apus până în opcina ce să hotărăște Crasna cu Banila, și această piatră desparte opcina în două și obârșiile ce să prăvale din opcină de curgu cătră Sirițăl, să fie a părții de gios, iară obârșiile pârailor Căcacii ce curgu cătră parte de sus să fie a părții de sus. Într-acestaș chip s-au dat hotar despre amândouă părțile cu dreptate ce s-au căzut și așa să aibă a-ș stăpâni cineș parte sa, în sămnile ce s-au arătat mai sus și pe hotărâre ce s-au făcut. Am dat această mărturie hotarnică la mâna părinților călugări de Putna ca să le fie de cradință.”
La 11 martie 1762, mitropolitul Gavril Callimachi al Moldovei, împreună cu doi boieri dă mărturie pentru Crasna, ținutul Sucevei, din care: jumătate este a Mănăstirii Putna, iar jumătate a lui Alexandru Ilschi. La 2 septembrie 1762, Grigore Callimachi, domnul Moldovei, întărește Mănăstirii Putna jumătate din satul Crasna aflat în ținutul Sucevei. La 13 ianuarie 1764, domnitorul Grigore Callimachi îl înștiințează pe egumenul Pahomie și pe întregul sobor de la Mănăstirea Putna că a scutit satele mănăstirii, printre care și Crasna, de conace, podvezi, cai de olac, solărit, folărit de pielicele, cașcaval și de alte dări. De asemenea, a interzis vornicilor de Suceava, căpitanilor de Târgul Siretului, șugubinarilor și altor globnici să pună impozit pentru oamenii mănăstirii.

### Imperiul Habsburgic
În ianuarie 1775, ca urmare a atitudinii de neutralitate pe care a avut-o în timpul conflictului militar dintre Turcia și Rusia (1768-1774), Imperiul Habsburgic (Austria de astăzi) a primit o parte din teritoriul Moldovei, teritoriu cunoscut sub denumirea de Bucovina. După anexarea Bucovinei de către Imperiul Habsburgic în anul 1775, localitatea Crasna a făcut parte din Ducatul Bucovinei, guvernat de către austrieci, făcând parte din districtul Storojineț (în germană Storozynetz).
În anul 1774 Consiliul Aulic de Război întocmește o listă a satelor Bucovinei luate în evidență de Oficiul Cadastral cezaro-crăiesc și întinderea lor în jugăre și stânjeni. Aflăm că satul Crasna era denumit la poziția 120 a listei Krasna (Ilschy) și avea o suprafață de 12.360 ari și 378.7 stânjeni; iar la poziția 121 apare Krasna (Cameral) ce avea o suprafață de 3167 ari și 26.6 stânjeni. La 5 octombrie 1777, locuitorii satului Crasna au depus jurământul de credință către Casa de Habsburg. La 23 ianuarie 1782, în fața comisiei austriece apar ieromonahul Ioasaf și călugărul Atanasie și declară că Mănăstirea Putna a fost zidită de Ștefan cel Mare în anul 1466. În Bucovina, Mănăstirea Putna stăpânește 14 moșii din ținutul Sucevei, printre care și jumătate din Crasna.
Un document datat în 15 mai 1784 la Viena, menționează că Taddeus Piethner von Lichtenfels, consilier aulic și comisar imperial, înaintează Cămării Aulice – Secția monetară și montanistică (Hofkammer in Munz und Bergwesen) raportul său detaliat privitor la călătoria întreprinsă în Bucovina în toamna anului 1783, cu scopul de a cerceta resursele de sare ale provinciei. S-a prospectat Slatina din Crasna, din punct de vedere hidrostatic, chimic, al salinității, geografic și geologic. În urma acestor prospecțiuni, von Lichtenfels propune, între altele, continuarea prospecțiunilor în Crasna, fiind numit Hofmann, substitut al Tribunalului minier din Bucovina, în funcția de șef al acestor lucrări de prospectare și exploatare a sării. La 16 octombrie 1784, starețul Paisie și ecleziarhul Gherasim al Mănăstirii Putna trimit Consistorului Episcopal un document cu munții care s-au arendat, moșiile de pe Suceava care nu s-au arendat, iar printre moșiile de pe Siret date în arendă sunt și cele din Crasna-Ciudei.
La 14 ianuarie 1787, Alexandru Ilschi înzestrează pe fiica sa Anastasia, căsătorită cu Vasile Vasilco, dându-i lucruri din casă. La 15 decembrie 1787, Sanda Volcinceasa, fiica lui Nicolai Ilschi, vinde fratelui ei, Alexandru Ilschi o treime din un sfert din Crasna. Într-un dosar de evidențe financiare din Lemberg din 25 iunie 1788, certificat sub semnătura reprezentantului imperial Joseph von Brigiolo, sunt menționați doi boieri ("masili") din Crasna și anume: Alexandru Ilschi – care plătise suma de 11 florini și 2 creițari – și Gheorghie Galerie – cu suma de 44 creițari. La 12 martie 1794, la Cernăuți, are loc următoarea învoială: verii Ilschi primesc un sfert din Crasna și cedează părțile din Vilaucea și Zamostia, dând în plus suma de 1000 lei. La 10 februarie 1796, Gheorghe Galerie, Alexandru Ilschi și Sanda Volcinceasa stăpâneau împreună un sfert din Crasna.
La data de 20 mai 1798, în Crasna se încheie testamentul Mariei Galer, fiica lui Neculai Ilschi și a Ilinchii, născută Flondor. Ea lasă fiilor ei Ioniță, Costachi și Ștefan partea ei din Crasna, anume o șesime din jumătate. La 1 noiembrie 1798, este un document prin care Alexandru Ilschi dăruiește fiilor săi Iordachi și Ilie, a șasea parte din tot satul Crasna. La 5 iunie 1799 în Crasna, Alexandru Ilschi, fiul lui Nicolai Ilschi își face testamentul, dând fiilor săi Iordachi și Ilie a șasea parte de Crasna ținutul Siretelui, baștină și cumpărătură, și a douăsprezecea parte din Crasna cumpărată de la Toader Tăutul.
La 25 aprilie 1825, are loc schimbul între Ilie von Ilschi și nepotul său Dumitrachi, fiul răposatului Iordachi Ilschi clucer, care a fost frate cu Ilie Ilschi. La 30 august 1834, în Crasna, Ilie Ilschi dăruiește nepotului său de soră Dumitrachi Vasilco părțile sale de moșie din Budenița, ce-i sunt cumpărătură. Vasilco va intra în stăpânirea lor după moartea lui Ilie Ilschi și a soției sale Ileana. La 6 iulie 1835, Ilie Ilschi dăruiește nepotului său de soră Emanuil Stârcea și soției acestuia Ilinca Ralea, fiica căminarului și a svetnicului de coleghie a împărăției Rosiei, Zamfirache Ralea și a soției sale Zmaranda, soră cu Ileana, soția lui Ilie Ilschi, moșia Crasna cu casele zidite, mori, crâșme, velniță, potășării, sticlărie. Va intra în stăpânire după moartea soților Ilschi.

### România Mare si războiul mondial
După Unirea Bucovinei cu România la 28 noiembrie 1918, satele Crasna-Ilschi și Crasna Putnei au făcut parte din componența  României, în Plasa Flondoreni a județului Storojineț. În perioada interbelică, populația era formată aproape în totalitate din români.
Ca urmare a Ultimatumului sovietic din 26-27 iunie 1940, jumătate din Bucovina istorică (fostele județe interbelice ale României, Cernăuți, Storojineț și o parte din județul Rădăuți), plasa Herța din fostul județ Dorohoi, ce nu erau menționate în Pactul Ribbentrop-Molotov (încheiat între Germania fascistă și Rusia comunistă în 23 august 1939 la Moscova), au fost răpite României cu forța și anexate de URSS la 28 iunie 1940. Nordul Bucovinei și plasa Herța au revenit în componența României în perioada 1941-1944.

### URSS
Zona a fost reocupată de către URSS în aprilie 1944 și integrată în componența RSS Ucrainene.
Autoritățile sovietice au hotărât unirea vechilor localități interbelice Crasna Ilschi și Crasna Putnei, formând o singură localitate, Crasna-Ilschi. În anul 1968, a primit statutul de așezare urbană (oraș). Cel mai înalt punct din Crasna, este Vârful Petrușca, cu o înălțime de 1.145 metri.
Conform recensământului sovietic din anul 1989, numărul locuitorilor care s-au declarat români sau moldoveni era de 7.079 (7.004+75), adică 91,11% din populația localității. În sat, mai locuiau 467 ucraineni, 148 ruși, 46 poloni, 7 evrei și 22 de altă etnie .

### Ucraina
Începând din anul 1991, orașul Crasna face parte din raionul Storojineț al regiunii Cernăuți din cadrul Ucrainei. 
În 2007 se aprecia ca orașul vea 9.122 locuitori. Conform deputatului român în Rada Ucraineană, Ion Popescu, Crasna este în prezent „cea mai mare localitate românească în Bucovina de Nord și în regiunea Cernăuți din Ucraina”, o apreciere repetată de "Gazeta de Maramureș" în acel an. 

## Demografie
Componența lingvistică a așezării de tip urban Crasna
     Română (92,64%)
     Ucraineană (5,49%)
     Rusă (1,45%)
     Alte limbi (0,33%)
Conform recensământului ucrainean din 2001, majoritatea populației așezării de tip urban Crasna era vorbitoare de română (92,64%), existând în minoritate și vorbitori de ucraineană (5,49%) și rusă (1,45%).
- 1930: 3.215 - Crasna Ilschi și 1.937 - Crasna Putnei (recensământul român)[8]
- 1989: 7.769 (recensământul sovietic)
- 2001: 9.142 (recensământul ucrainean)
- 2007: 9.122 (estimare)
- 2012: 9.879 (estimare)
- 2015: 10.112 (estimare)[1]

### Recensământul din 1930
Componența etnică a comunei Crasna (județul Storojineț)
     Români (74,1%)
     Germani (17,23%)
     Evrei (5,01%)
     Polonezi (1,95%)
     Altă etnie (1,71%)
Componența confesională a comunei Crasna
     Ortodocși (75,6%)
     Romano-catolici (18,86%)
     Mozaici (5,01%)
     Altă religie (0,53%)
Conform recensământului românesc efectuat în 1930, populația comunei Crasna (pe atunci comunele Crasna-Ilschi și Crasna-Putnei) se ridica la 5.125 locuitori. Majoritatea locuitorilor erau români (74,10%), cu o minoritate de germani (17,23%), una de evrei (5,01%) și una de polonezi (1,95%). Alte persoane s-au declarat: ruteni (6 persoane), ruși (4 persoane) și maghiari (23 de persoane). Din punct de vedere confesional, majoritatea locuitorilor erau ortodocși (75,60%), dar existau și romano-catolici (18,36%) și mozaici (5,01%). Alte persoane au declarat: evanghelici\luterani (34 de persoane) și greco-catolici (19 persoane).

## Personalități
- Victor de Stârcea (1839-1908) - nobil și om politic româno-austriac
- Ilie Motrescu (1941-1969) - scriitor român
- Maria Iliuț (n. 1955) - cântăreață de muzică populară românească, activă în Republica Moldova și în România
- Nistor Grozavu (n. 1959) - politician, arhitect și profesor universitar din Republica Moldova, fost primar interimar al Chișinăului

## Biserica de secol XVIII
Biserica "Nașterea Sfântului Ioan Botezătorul" a fost construită din zidărie de piatră în anul 1792 de către boierul Alexandru Ilschi, care avea moșii și stăpânea pădurile din jurul satului. Pisania bisericii menționează că "Această sfântă biserică, unde este hramul Nașterii Sfântului Ioan Botezătorul, este zidită din temelie de Alexandru Ilschi și soția sa Ana, întru veșnică pomenire, în anul 1792, iunie". De asemenea, pe peretele din balcon se află două tablouri reprezentându-i pe ctitorul Alexandru Ilschi și pe soția sa, Ana .
Biserica nu are ornamentații deosebite pe fațadele exterioare, iar turnul clopotniță se află deasupra pridvorului.
O replică extinsă a acestei biserici a fost ridicată în secolul trecut în comuna Hădărăuți din nordul Republicii Moldova.